# لوغال أندا
لوغال أندا وهو ملك سومري على مدينة لكش في القرن 24 قبل الميلاد.
لوغال أندا هو ابن الكاهن الأعلى في لجش، أختير ملكا على لكش بعد اختياره من قبل كهنة لكش، خلال فترة حكمه كان الكهنة هم المسيطرين على الحكم هناك تقريبا وكانوا هم من يدعموه، وكذلك الأغنياء في لكش كانوا يدعموه.
لوغال أندا تزوج من قبل بارانامتارا ابنة الملاك التجاري مع مدينة أداب.
كل الوثائق عن هذا الملك تدل بأنه كان فاسدا ويدعم الأغنياء دون الفقراء، وفترة عصره كانت مظلمة وفاسدة وغير عادلة وضعيفة.
بعد 9 سنوات من حكمه ثار عليه أوروكاجينا وأخذ الحكم منه وقتله.